# Основные компоненты Windows
«Основные компоненты Windows» (англ. Windows Essentials, ранее «Основные компоненты Windows Live» англ. Windows Live Essentials) — комплекс интегрированных веб-приложений и мультимедиа-программ от корпорации Microsoft.
В 2012 году, в связи с выходом Windows 8 и ликвидацией бренда «Windows Live», пакет программ «Windows Live Essentials» был переименован в «Windows Essentials» (рус. Основные компоненты Windows).

## Компоненты
- Windows Live Messenger (ранее MSN Messenger) — клиент мгновенных сообщений.
- Фотоальбом Windows — приложение для импорта, сортировки, автоматического распознавания лиц, обработки и публикации фотографий в популярных сетях (Microsoft Live SkyDrive, Facebook, YouTube)
- Киностудия Windows — простое, но эффективное приложение для создания видеороликов, включая наложение эффектов, аудиодорожки, а также публикации их в популярных сетях (Windows Live SkyDrive, Facebook, YouTube).
- Windows Live Mesh — хранение, синхронизация данных и удаленный доступ к ПК. В версии Windows Essentials 2012 это приложение заменено приложением SkyDrive.
- Редактор блогов Windows Live — программа для записей в Сфере, SharePoint. Так же поддерживает и другие платформы: Blogger, WordPress. Позволяет вести блог профессионально, добавляя фотографии, видео, карты и многое другое.
- Почта Windows Live — почтовый клиент для Microsoft Windows, включая работу с почтой, календарем, контактами, чтения RSS и групп новостей.
- Семейная безопасность Windows Live — приложение и служба родительского контроля.
- Microsoft Silverlight — возможности интерактивной работы с информативными полнофункциональными веб-сайтами с помощью подключаемого модуля Silverlight для браузера.
- Outlook Connector Pack — включает Microsoft Outlook Hotmail Connector и Outlook Social Connector Provider для программы Messenger.
- Bing Bar — панель инструментов для браузеров Internet Explorer и Firefox для интеграции с поисковой системой Bing.

## Версии

### Пакет «Основные компоненты Windows Live 2009»
- Windows Live Messenger
- Почта Windows Live
- Фотоальбом Windows Live
- Киностудия Windows Live (недоступна под Windows XP)
- Windows Live Toolbar[англ.]
- Редактор блогов Windows Live
- Семейная безопасность Windows Live[англ.]
- Microsoft Silverlight

Это последняя версия для Windows XP SP3

### Пакет «Основные компоненты Windows Live 2011»
- Windows Live Messenger
- Почта Windows Live
- Фотоальбом Windows Live
- Киностудия Windows Live
- Редактор блогов Windows Live
- Windows Live Mesh
- Семейная безопасность Windows Live
- Microsoft Silverlight
- Outlook Connector Pack
- Bing Bar
- Компаньон Messenger

Также, для запуска установки в Windows Vista SP2 нужно было установить обновления платформы KB971512 и KB2117917.
Это последняя версия для Windows Vista SP2.

### Пакет «Основные компоненты Windows 2012»
- Киностудия Windows
- Фотоальбом Windows
- Редактор блогов Windows Live
- Windows Live SkyDrive (Позже SkyDrive и OneDrive)
- Почта Windows Live
- Windows Live Messenger
- Семейная безопасность Windows Live

Из данного пакета компонентов были исключены: Microsoft Sliverlight, Bing Bar, Outlook Connector Park и Компаньон Messenger; Mesh заменён на SkyDrive.
Программа запускалась только под Windows 7 и выше.